# Filmfare Award de la meilleure actrice en tamoul
Le prix Filmfare de la meilleure actrice en tamoul est une récompense attribuée depuis 1972 par le magazine indien Filmfare dans le cadre des Filmfare Awards South annuels pour les films en tamoul (Kollywood).
Les années mentionnées sont celles de la sortie du film. La cérémonie a lieu l'année suivante.

## Nominations et lauréates

### Années 1970
- 1972 : Jayalalithaa - Pattikada Pattanama [1]
- 1973 : Jayalalithaa - Suryakanthi [1]
- 1974 : Lakshmi - Thikkatra Parvathi [1]
- 1975 : Sujatha - Uravu Solla Oruvan [1]
- 1976 : Sujatha - Annakili [1]
- 1977 : Sujatha - Avargal [1]
- 1978 : Latha - Vattathukkul Sathuram [1]
- 1979 : Shobha - Pasi [1]

### Années 1980
- 1980 : Saritha - Vandichakkaram [2]
- 1981 : Sridevi - Meendum Kokila [2]
- 1982 : Poornima Jayaram - Payanangal Mudivathillai [2]
- 1983 : Lakshmi - Unmaigal [2]
- 1984 : Saritha - Achamillai Achamillai [2]
- 1985 : Radha - Mudhal Mariyathai [2]
- 1986 : Raadhika - Dharma Devathai [2]
- 1987 : Raadhika - Neethikku Thandanai [3],[4]
- 1988 : Archana - Veedu
- 1989 : Bhanupriya - Aararo Aaariraro [5]

### Années 1990
- 1990 : Raadhika - Keladi Kanmani [6]
- 1991 : Gauthami - Nee Pathi Naan Pathi [7],[6]
- 1992 : Revathi - Thevar Magan [8],[9]
- 1993 : Revathi - Marupadiyum [8]
- 1994 : Revathi - Priyanka [10],[11]
- 1995 : Manisha Koirala - Bombay [12],[13]
- 1996 : Shruti - Kalki [14]
- 1997 : Meena - Bharathi Kannamma [15]
- 1998 : Kausalya - Pooveli [16],[17],[18]
- 1999 : Ramya Krishnan - Padayappa [19]

### Années 2000
- 2000 : Jyothika - Kushi [20]

- 2001 : Laila - Nandha dans le rôle de  Kalyani[21]
  - Devayani - Aanandham dans le rôle de  Bharathi
  - Jyothika - Poovellam Un Vasam dans le rôle de  Chella

- 2002 : Simran - Kannathil Muthamittal [22]

- 2003 :  Laila - Pithamagan dans le rôle de Manju [23]
  - Jyothika  - Dhool dans le rôle de Easwari
  - Jyothika  -  Kaakha Kaakha dans le rôle de Maya
  - Simran - Kovilpatti Veeralakshmi dans le rôle de Kovilpatti Veeralakshmi
  - Sneha  -  Parthiban Kanavu dans le rôle de Sathya et Janani

- 2004 : Sandhya - Kaadhal [24]

- 2005 : Asin – Ghajini[25]
  - Asin - Majaa
  - Jyothika — Chandramukhi

- 2006 : Bhavana - Chithiram Pesuthadi [26]

- 2007 : Priyamani - Paruthiveeran dans le rôle de Muththazhagu[27]
  - Jyothika – Mozhi dans le rôle de Archana
  - Nayantara – Billa dans le rôle de Sasha
  - Asin Thottumkal – Pokkiri dans le rôle de Shruthi
  - Tamannaah – Kalloori dans le rôle de Shobana
  - Archana  -  Onbadhu Roobai Nottu dans le rôle de Velayi

- 2008 : Parvathy - Poo dans le rôle de Maari [28]
  - Asin Thottumkal — Dasavatharam dans le rôle de Andal/Kothai Radha
  - Genelia D'Souza – Santosh Subramaniam dans le rôle de Hasini
  - Nayantara – Yaaradi Nee Mohini dans le rôle de Keerthi
  - Sneha – Pirivom Santhippom dans le rôle de Visalatchi
  - Swathi – Subramaniyapuram dans le rôle de Thulasi

- 2009 : Pooja Umashankar – Naan Kadavul dans le rôle de Hamshavalli [29]
  - Padmapriya Janakiraman – Pokkisham dans le rôle de Nadhira
  - Sriya Reddy – Kanchivaram dans le rôle de Annam
  - Sneha – Achamundu Achamundu dans le rôle de Malini Kumar
  - Tamannaah – Kandein Kadhalai dans le rôle de Anjali

### Années 2010
- 2010 : Anjali – Angadi Theru dans le rôle de Sermakkani [30]
  - Amala Paul – Mynaa dans le rôle de Mynaa
  - Nayantara – Boss Engira Bhaskaran dans le rôle de Chandrika Shanmugasundaram
  - Reema Sen – Aayirathil Oruvan dans le rôle de Anitha Pandiyan
  - Tamannaah – Paiyya dans le rôle de Charulatha
  - Trisha Krishnan – Vinnaithaandi Varuvaayaa dans le rôle de Jessie Thekekuttu

- 2011 : Anjali – Engaeyum Eppothum dans le rôle de Manimegalai Ramasamy [31]
  - Anushka Shetty – Deiva Thirumagal dans le rôle de Anuradha Ragunathan
  - Iniya – Vaagai Sooda Vaa dans le rôle de Madhi
  - Richa Gangopadhyay – Mayakkam Enna dans le rôle de Yamini
  - Asin Thottumkal – Kaavalan dans le rôle de Meera
  - Shruti Haasan – 7aum Arivu dans le rôle de Subha

- 2012 : Samantha – Neethane En Ponvasantham dans le rôle de Nithya Vasudevan [32]
  - Lakshmi Menon – Kumki dans le rôle de Alli
  - Shruti Haasan – 3 dans le rôle de Janani
  - Amala Paul – Kadhalil Sodhappuvadhu Yeppadi dans le rôle de Parvathi
  - Sunaina – Neerparavai dans le rôle de Esther

- 2013 : Nayantara - Raja Rani dans le rôle de Regina John [33]
  - Parvathy – Maryan dans le rôle de Panimalar
  - Pooja - Vidiyum Munn dans le rôle de Rekha
  - Sneha – Haridas dans le rôle de Amudhavalli
  - Trisha Krishnan – Endrendrum Punnagai dans le rôle de Priya
  - Vedhicka - Paradesi dans le rôle de Angamma

- 2014 : Malavika Nair - Cuckoo dans le rôle de Sudhanthirakodi [34]
  - Amala Paul - Velaiyilla Pattathari dans le rôle de Shalini
  - Catherine Tresa – Madras dans le rôle de Kalaiarasi
  - Samantha – Kaththi dans le rôle de Ankitha
  - Vedhicka - Kaaviya Thalaivan dans le rôle de Vadivambal

- 2015 : Nayantara – Naanum Rowdy Dhaan dans le rôle de Kadhambari [35]
  - Nithya Menen – OK Kanmani dans le rôle de Tara Kalingarayar
  - Jyothika – 36 Vayadhinile dans le rôle de Vasanthi Tamizhselvan
  - Iyshwarya Rajesh – Kaaka Muttai dans le rôle de mother
  - Gauthami – Papanasam dans le rôle de Rani Suyambulingam

- 2016 : Ritika Singh – Irudhi Suttru [36]
  - Nayantara – Iru Mugan
  - Trisha Krishnan- Kodi
  - Samantha Ruth Prabhu – 24
  - Samantha Ruth Prabhu – Theri
  - Tamannaah – Devi